# Hole-in-the-Rock-Trail
Der Hole-in-the-Rock-Trail ist eine rund 320 Kilometer lange historische Überlandverbindung im Süden Utahs.

## Geschichte
Insbesondere seit der Mitte des 19. Jahrhunderts drangen Siedler, welche meist Angehörige der Kirche Jesu Christi der Heiligen der Letzten Tage waren aus dem Zentrum Utahs in den Randbereich des Siedlungsgebiets der Navajo und Ute im heutigen San Juan County im Südosten dieses heutigen Bundesstaates vor. Die Kirchenführer beschlossen 1878 die Errichtung dauerhafter Siedlungen im Grenzgebiet der Four Corners, als Ansiedlungsgebiet wurde das Tal des Montezuma Creek, eines nördlichen Nebenflusses des San Juan River auserkoren. Es wurden verschiedene Routen erkundet, um Zugang zu diesem Gebiet zu schaffen, unter anderem entlang des Old Spanish Trail und auch südlich des Grand Canyon. Die Expeditionsleitung entschied sich letztlich aber für den kürzesten, jedoch weitgehend unbekannten Weg entlang des Hochplateaus oberhalb des Escalante River, die Überquerung des Colorado River und entlang der Canyons und Mesas am östlichen Ufer des Flusses in Richtung der heutigen Stadt Bluff.
Im Herbst 1879 sammelten sich die rund 230 Expeditionsteilnehmer unter der Führung von Silas S. Smith und Platte D. Lyman an einer Quelle am Beginn des Fortymile Gulch auf dem Plateau zwischen dem Canyon des Escalante River und dem Kaiparowits Plateau mit ihren Wagen und ihrem Vieh. Ein Erkundungstrupp wurde ausgesandt, um eine Route durch den Glen Canyon und über den Colorado River zu finden. Nahe dem Cottonwood Canyon entdeckte dieser einen Erfolg versprechenden Weg am gegenüberliegenden Ufer des Flusses, am Westufer bot eine schmale Kluft die Möglichkeit, das Ufer des Flusses zu erreichen. Dieser Felsspalte – von den Expeditionsteilnehmern als Hole in the Rock bezeichnet, verdankt der Trail seinen Namen. Die Arbeit mehrerer Monate war nötig, diesen Weg für das Vieh und die Planwagen der Siedler gangbar zu machen, im unteren Teil entstanden hölzerne Schienen, welche es erlaubte, die Planwagen über ein mit losem Gestein gefüllten Graben hinweg zu bewegen. Verschiedene Ankerpunkte wurden geschaffen, um die Planwagen mittels Seilzügen in das Tal zu bringen. Am 26. Januar 1880 begann der Abstieg, alle Siedler und ihre Besitztümer erreichten das Ufer, wo eine von Charles Hall erbaute hölzerne Fähre für die Überfahrt bereitstand. Ein Teilnehmer dieser Expedition, Kumen Jones, schrieb später:

„After about six weeks work and waiting for powder, etc., a start was made to move the wagons down the hole. I had a well broken team and hitched it on to B. Perkins wagon and drove it down through the hole. Long ropes were provided and about 20 men and boys held on to the wagons to make sure that there would be no accidents, through [brakes] giving way, or horses cutting up after their long lay off, but all went smooth and safe, and by the 28th, most of the wagons were across the river and work had commenced again on the Cottonwood Canyon another very rough proposition. (Nach etwa sechs Wochen der Arbeit und des Wartens auf Sprengstoff und ähnliches wurde der Anfang mit dem Transport der Wagen durch die Lücke gemacht. Ich hatte eine ziemlich abgerissene Truppe und spannte sie vor den Wagen von B. Perkins, den wir hinunter durch die Öffnung schafften. Lange Seile wurden genutzt und 20 Männer und Jungen sicherten den Wagen, um sicherzustellen, dass es wegen Bremsversagens oder durch die lange Pause entwöhnter, stürzender Pferde nicht zu Unfällen kam; aber alles lief glatt und sicher und am 28. waren fast alle Wagen über den Fluss und die Arbeit am Cottonwood Canyon begann, ein neues schwieriges Unternehmen.).“

Die von den Scouts als Ausstieg aus dem Glen Canyon erkundete Route erwies sich als unbrauchbar, stattdessen zwangen die Kliffs und Canyons der Cedar Mesa die Teilnehmer unter Umgehung des Grand Gulch zu einem weit nördlicher als geplant verlaufenden Streckenverlauf. Am Salvation Knoll nahe dem heutigen Natural Bridges National Monument gelang ihnen schließlich der Aufstieg auf die Hochebene, die entkräfteten Expeditionsteilnehmer zogen noch weiter nach Osten und durch das Tal des Comb Wash zurück zum San Juan River, wo sie, rund 30 Kilometer entfernt von ihrem ursprünglichen Ziel nahe der Mündung des Cottonwood Wash im April 1880 die Siedlung Bluff gründeten. Die ursprünglich auf 6 Wochen ausgelegte Expedition nahm fast 6 Monate in Anspruch, keiner der Siedler verstarb, zwei Kinder wurden geboren.
Die erste Verlagerung der Route des Trails ergab sich bereits nach rund einem Jahr, als Charles Hall seine Fähre weiter flussaufwärts nach Halls Crossing am Ende des heutigen Burr Trail und der Notom-Bullfrog-Road verlagerte, da von hier aus ein einfacher Zugang in das Zentrum und den Norden Utahs möglich war. Der östliche Teil des Trails fiel daraufhin schnell in Vergessenheit, der westlich des Colorado gelegene Teil diente lokalen Viehzüchtern und Prospektoren als Zugang zu den schwer zugänglichen Bereichen des heutigen Südutah und des Arizona Strip. Erst der nach der Errichtung des Glen Canyon Dam verstärkt einsetzende Tourismus verstärkte das Interesse am Hole-in-the-Rock-Trail wieder, 1982 wurde er schließlich in das National Register of Historic Places aufgenommen.

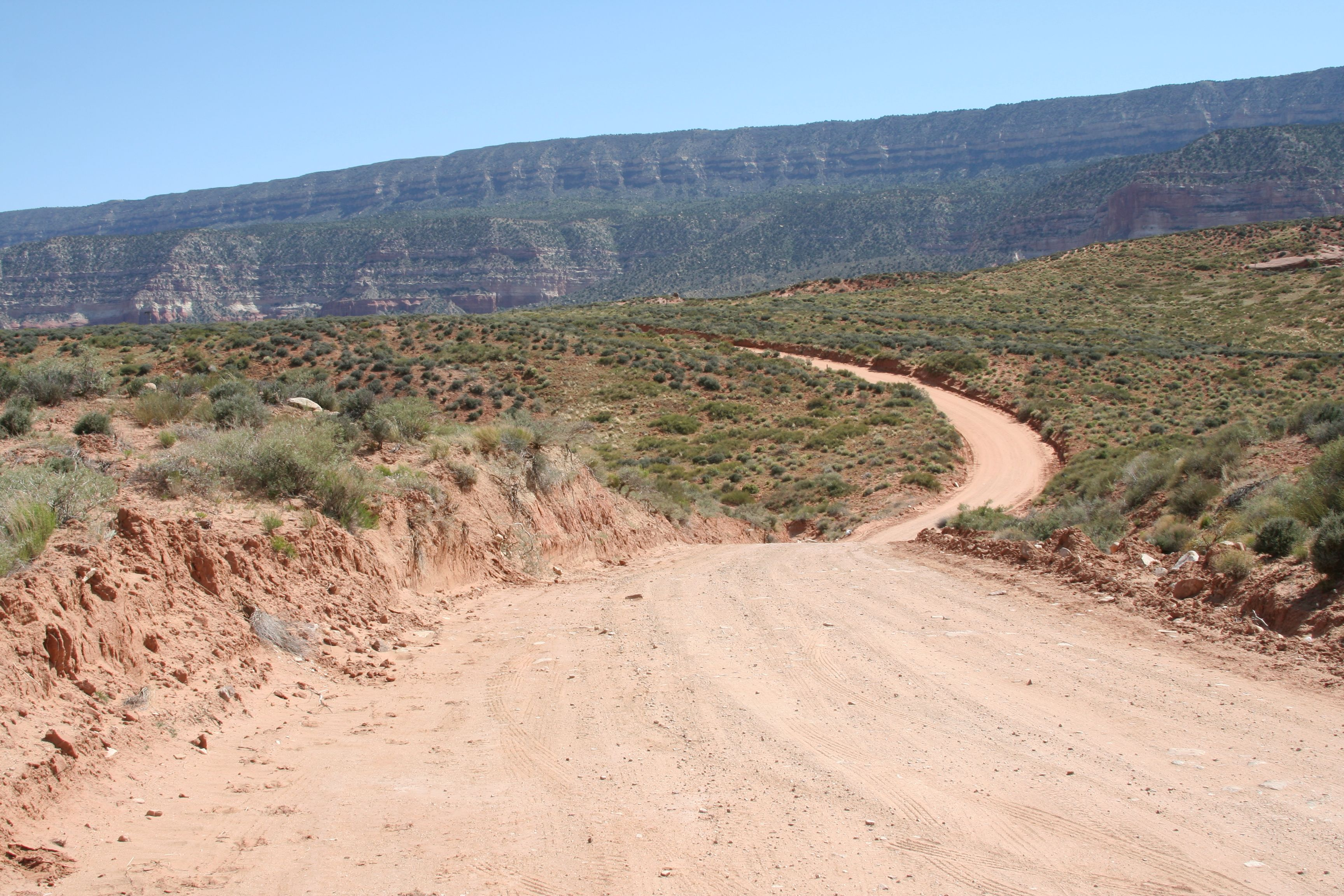
Hole-in-the-Rock-Road nahe dem Dancehall Rock, im Hintergrund das Kaiparowits Plateau

## Hole-in-the-Rock-Road
Der laut National Park Service rund 99 Kilometer lange westliche Abschnitt des Trails bildet heute die Hole-in-the-Rock-Road, welche einen Zugang zum Canyons of the Escalante genannten mittleren Teil des Grand-Staircase-Escalante National Monument und dem abgelegenen Westteil der Glen Canyon National Recreation Area bietet. Die unbefestigte Strecke kann – trockenes Wetter vorausgesetzt – zumindest bis zum Dancehall Rock auch mit normalen Fahrzeugen befahren werden, nach längeren Regenfällen ist von einer Benutzung der Strecke aufgrund der lehmigen Abschnitte dringend abzuraten.
Von der Hole-in-the-Rock-Road, welche als BLM-Road 200 geführt wird, gehen zahlreiche Nebenstrecken ab, von denen die bedeutsamsten in der folgenden Tabelle aufgelistet sind:
| Meile | Kilometer | Name                    | BLM-Road | Richtung  | Ziel                                                     |
| ----- | --------- | ----------------------- | -------- | --------- | -------------------------------------------------------- |
| 8,4   | 13,5      | Cedar Wash Road         | 210      | Südwesten | Escalante, Covered Wagon Natural Bridge, Cedar Wash Arch |
| 10,8  | 17,4      | Harris Wash Road        | 220      | Nordosten | Harris Wash, Silver Falls Creek                          |
| 12,7  | 20,4      | Devils Garden Road      | 225      | Südwesten | Devils Garden Wilderness Study Area                      |
| 13,9  | 22,4      | Left Hand Collet Road   | 230      | Südwesten | Page über Smoky Mountain Road                            |
| 17,2  | 27,7      | Egypt Bench Road        | 240      | Nordosten | Twentyfive Mile Wash, Neon Canyon, Golden Cathedral      |
| 24,2  | 39,0      | Early Weed Bench Road   | 250      | Nordosten | Early Weed Bench, Brimstone Arch                         |
| 26,6  | 42,8      | Batty Pass Road         | 251      | Südwesten | Batty Pass Caves                                         |
| 26,6  | 42,8      | Dry Fork Road           | 252      | Nordosten | Peek-A-Boo-Gulch, Spooky Gulch                           |
| 31,5  | 50,7      | Red Well Road           | 254      | Nordosten | Coyote Gulch                                             |
| 33,4  | 53,7      | Chimney Rock Road       | 255      | Norden    | Chimney Rock                                             |
| 33,4  | 53,7      | ohne                    | 256      | Süden     | Cottonwood Spring                                        |
| 34,7  | 55,8      | Willow Tank Slide Road  | 260      | Süden     | Fiftymile Bench, Blackburn Canyon, Straight Cliffs       |
| 37,1  | 59,7      | Fortymile Ridge Road    | 270      | Nordosten | Sunset Arch, Stevens Arch, Coyote Gulch                  |
| 38,4  | 61,8      | Fortymile Springs Road  | ohne     | Osten     | Fortymile Springs                                        |
| 42,1  | 67,7      | Cottonwood Springs Road | 275      | Süden     | Sooner Rocks, Cottonwood Springs                         |
| 43,0  | 69,2      | Willow Tank Road        | 276      | Osten     | Broken Bow Arch                                          |
| 48,9  | 78,7      | Sooner Slide Road       | 280      | Südwesten | Fiftymile Bench, Hole-in-the-Rock-Arch                   |
| 52,0  | 83,7      | Davis Gulch Road        | ohne     | Nordosten | LaGorce Arch                                             |

Daneben bieten direkt von der Straße ausgehende Wanderwege Zugang zu verschiedenen Sehenswürdigkeiten, wie den Slot Canyons am oberen Harris Wash (Zebra Slot, Tunnel Slot) und dem Dancehall Rock.